# 大川良太郎
大川 良太郎（おおかわ りょうたろう、本名：金子 忍、1978年3月6日 - ）は、大阪府大阪市出身の日本の俳優。大衆演劇の劇団、劇団九州男（げきだんくすお）の座長をつとめる。血液型O型。身長174cm。

## プロフィール
7歳で初舞台を踏み、大衆演劇の役者として育つ。2003年11月「劇団九州男」の座長を襲名。

## 劇団について
1984年（昭和59年）に大川九州男（現：杉九州男）が「大川劇団」を立ち上げ、金沢伸吾との二枚看板で人気となる。1992年（平成4年）に「劇団九州男」に改名。2003年（平成15年）11月、九州男の長男である大川良太郎が座長を襲名

## エピソード
- 幼少時代は毎月の転校を色んなところに行けて楽しいと思っていたが、年ごろになり、毎月の転校を寂しく感じたという。
- 負けず嫌いな性格でどんな勝負にも真剣。（野球・ビリヤード・ボウリング・ゴルフ・ダーツ・ゲーム）なんでも出来る。
- 背の高い女形は可愛くないと諦めていたが、背の高い里見要次郎座長の綺麗な女形を観て、衝撃を受け頑張ろうと意欲が出た。

## 主な出演

### テレビ番組
- NHK歌謡コンサート （2008年5月、NHK） 坂本冬美「紀の川」にて早乙女太一との相舞踊出演。
- NHK歌謡コンサート （2008年6月、NHK） 清水博正「雨恋々」にて舞踊出演。
- 第60回NHK紅白歌合戦 （2009年12月31日、NHK） 北山たけし「剣山」の応援として演舞。
- きみまろフルコース ごきげん歌謡笑劇団 （2010年4月、NHK） 準レギュラー出演。
- 水戸黄門第43部 第16話「ニセ印籠で村を救え! -館山-」（2011年11月7日、TBS） - 弁慶役
- おちょやん - 漆原要二郎役[4]

### 映画
- 私の叔父さん（2012年3月3日公開、細野辰興監督）

### 舞台
- 新歌舞伎座・初お目見え大川良太郎公演 (2008年12月)
- 青山劇場 わらべうた (2009年1月) - 早乙女太一公演へ特別出演
- 新歌舞伎座 鯉名の銀平・雪の渡り鳥 (2009年2月) 早乙女太一公演へ特別出演
- 杉良太郎プロデュースなんば新歌舞伎座最終公演『新版・拝領妻始末』 (2009年6月) - 塩見左内役
- 名鉄ホール わらべうた (2009年7月) - 早乙女太一公演へ特別出演
- 中日劇場 都はるみ特別公演「浪花恋しぐれ」 (2010年7月) - 桂春団治役
- 赤坂ACTシアター 舞台版「淋しいのはお前だけじゃない」 (2011年6月) - 松永健次役
- 青山円形劇場 舞台「神様の観覧車」 (2012年6月)
- 三越劇場 音楽劇「恋人たちの神話」 (2012年9月)

### 配信
- 21LIVE、オフィシャルライバーに就任 (2021年11月～[5]）

## 作品

### 写真集
- 大川良太郎写真集『Ryo』（2008年12月、小学館）撮影：橋本雅司

### DVD
- 劇団九州男「Gekku」（2009年、演劇グラフ）
- 早乙女太一「わらべうた」（2010年3月26日、アスミック・エースエンタテインメント）